# Торела дей Ломбарди
Торѐла дей Ломба̀рди (на италиански: Torella dei Lombardi) е село и община в Южна Италия, провинция Авелино, регион Кампания. Разположено е на 666 m надморска височина. Населението на общината е 2240 души (към 2010 г.).